# Brüder Samariter der Flamme der Liebe des Unbefleckten Herzens Mariens
Die Brüder Samariter der Flamme der Liebe des Unbefleckten Herzens Mariens (Abk.: FLUHM) ist ein diözesaner öffentlicher und klerikaler Verein, den Kardinal Schönborn in der Erzdiözese Wien am 1. September 2003 errichtet hat. Die Priester sind in den Klerus der Erzdiözese Wien inkardiniert.
Pater Andrzej Michałek aus Polen gründete im Jahr 1982 die Gemeinschaft der Brüder Samariter. Die Gemeinschaft versteht sich als „Werk Mariens“. 1989 fand die kanonische Errichtung in Subiaco in Italien statt. 2003 übergab der Wiener Erzbischof Kardinal Christoph Schönborn der Gemeinschaft als Niederlassung das Kloster Klein-Mariazell im Wienerwald. Fünf Jahre später erhielten sie von ihm auch das Kloster Hafnerberg. Im März 2009 wurden ihre Statuten feierlich in Kraft gesetzt.
Der Barmherzige Samariter im Lukasevangelium inspirierte die Ausrichtung der Gemeinschaft.
Zentrale Regeln beinhalten die Verehrung der heiligen Maria als Mutter Jesu:
- Marienweihe
- Tägliche Rosenkranzgebete
- Betreuung von Marienwallfahrtsorten
- Begehung der Fatimatage und Herz-Mariä-Sühnesamstage
- Begleitung von Pilgerfahrten zu Marienwallfahrtsorten.

Emblem
- Fünfeck, in dessen Mitte das Herz Mariae mit den sieben Schwertern dargestellt ist (symbolisierend die sieben Schmerzen Mariens). Die Darstellung der Liebesflamme verweist auf Jesus. Im Zentrum der Flamme ist der barmherzige Samariter (stellvertretend für Jesus selbst). Erkennbar ist durch die Hostie im Hintergrund die heilige Eucharistie.

Die Samaritanische Bewegung Mariens besteht aus drei Zweigen:
- Brüder Samariter
- Schwestern Samariterinnen
- Samaritanische Familien

## Niederlassungen
- Kloster Klein-Mariazell
- Wallfahrtskirche Hafnerberg
- Retz
- Pfarrkirche St. Corona am Schöpfl
- Wallfahrtskirche Pottenstein
- Kloster Hilariberg